# 무라트 5세

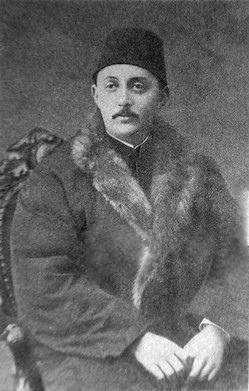
무라트 5세.

무라트 5세( 오스만 튀르크어: مراد خامس)는 오스만 제국의 33대 술탄으로, 1876년 5월 30일부터 8월 31일까지 재위하였다.
무라트 5세는 이스탄불 오르타쾨이 시라간 궁전에서 태어났다. 그의 아버지는 압뒬메지트 1세이다. 그의 어머니 Şevkefza Valide Sultan은 1839년 8월 1일 콘스탄티노플에서 그의 아버지와 결혼하였고 민족적으로는 우비크족의 체르케스인이며 Mehmed Bey Zaurum와 아내 Cemile Hanım의 딸이다.